# Hippurites
Hippurites is een geslacht van uitgestorven tweekleppigen, dat leefde in het Krijt.

## Beschrijving
Deze tweekleppige rudist had een schelp, waarvan een klep de vorm van een holle kegel had, waarvan de buitenkant was geplooid door lengteribben. Deze kegel verbreedde zich snel vanaf de umbo (het hoogst gelegen deel van de klep), waarmee de schelp zich op het substraat had vastgehecht. Aan de binnenkant waren door instulping van de wand verticale zuilen ontstaan, een slanke tand en gleuven waarin de tanden van de andere klep pasten. De andere klep was een afgeplat deksel dat binnenin twee lange, neerwaarts gerichte tanden en twee uitsteeksels voor bevestiging van de spieren had. De schelp was zo geconstrueerd, dat er water doorheen kon stromen. De lengte van de schelp bedroeg ongeveer tien tot 12,5 centimeter.

## Leefwijze
Dit geslacht bewoonde warme zeeën op stevig zand nabij koraalriffen.

## Soorten
- Hippurites atheniensis Ktenas, 1907
- Hippurites colliciatus Woodward, 1855
- Hippurites cornucopiae Defrance, 1821
- Hippurites cornuvaccinum Brown